# Općina Resen
Općina Resen (makedonski: Општина Ресен) je jedna od 80 općina Sjeverne Makedonije koja se nalazi na jugo zapadu Sjeverne Makedonije. 
Upravno sjedište ove općine je grad Resen.

## Zemljopisne osobine
Općina Resen prostire se na sjevernom dijelu kotline Prespanskog jezera. Ovu kotlinu zatvaraju planine; na istoku Baba, na sjeveroistoku Bigla, na sjeveru Plakenska planina, a na zapadu Galičica.
Općina Resen graniči s Grčkom i Albanijom na jugu, te s teritorijem općinome Demir Hisar na sjeveru, s općinom Bitola na istoku, te s općinom Ohrid  na zapadu.
Ukupna površina Općine Resen  je 550,77 km².

## Stanovništvo
Općina Resen  ima 16 825 stanovnika. Po popisu stanovnika iz 2002. nacionalni sastav stanovnika u općini bio je sljedeći; .

## Naselja u Općini Resen
Ukupni broj naselja u općini je 44, od njih su 43 sela i jedan grad Resen.

## Pogledajte i ovo
- Resen
- Sjeverna Makedonija
- Općine Sjeverne Makedonije

## Vanjske poveznice
- Službene stranice općine
- Općina Resen na stranicama Discover Macedonia